# 마르틴 발저
마르틴 발저(Martin Walser, 1927년 3월 24일~2023년 7월 28일)는 독일의 극작가, 소설가이다.
소설가로서 저명했으나 독일 소시민의 본질을 추구한 <도토리나무와 앙골라 토끼>, 유태인 문제를 파헤친 <검은 스완>, 퇴폐적인 현대 자본가를 희화화(戱畵化)한 <등신대(等身大) 이상의 크로트씨> 등으로 주목을 받고, 리얼리즘 Ｘ에 의해 브레히트의 비판과 극복을 시도했다. 서독의 래디컬한 사회작가인데, 근작 <실내전쟁>에서는 사적 생활을 문제삼았다.